# ال‌ا ماشا (۰۱)
ال‌ا ماشا (۰۱) (به انگلیسی: LÉ Macha (01)) یک کشتی است که طول آن ۲۰۵ فوت (۶۲ متر) می‌باشد. این کشتی در سال ۱۹۴۱ ساخته شد.